# 九州情報大学吹奏楽部
九州情報大学吹奏楽部（きゅうしゅうじょうほうだいがくすいそうがくぶ、 Kyushu Institute of Information Sciences University Symphonic Band）は、日本のアマチュア吹奏楽団。九州情報大学に属する吹奏楽クラブである。2019年時点で全日本吹奏楽コンクールに2回出場している。またアンサンブルコンテストにも力を入れており、2019年九州アンサンブルコンテストで銀賞(A.ウール作曲　ディヴェルティメント/Clarinet四重奏)翌年2020年九州アンサンブルコンテストでは金賞を受賞している。(G.connesson作曲　Prelude et Funk/Clarinet四重奏)　現在は活動を休止している。

## 歴史
- 2014年 創部
- 2016年 全日本吹奏楽コンクール初出場（指揮・屋比久勲）
- 2017年 全日本吹奏楽コンクール2年連続出場 (指揮・屋比久勲)
- 2019年 九州アンサンブルコンテスト銀賞(A.ウール作曲　ディヴェルティメント)クラリネット四重奏
- 2020年 九州アンサンブルコンテスト金賞(G.connesson作曲　Prelude et Funk)クラリネット4重奏

## コンクールの成績
| 年度 | 回 | 指揮者   | 課題曲                                          | 自由曲                                                    | 賞                       |
| ---- | -- | -------- | ----------------------------------------------- | --------------------------------------------------------- | ------------------------ |
| 2015 | 63 | 屋比久勲 | Ⅱ:春の道を歩こう 佐藤邦宏                       | アルプスの詩 チェザリーニ                                 | 九州大会:金 (代表ならず) |
| 2016 | 64 | 屋比久勲 | Ⅰ:マーチ・スカイブルー・ドリーム 矢藤学         | エルフゲンの叫び ローレンス                               | 全国大会:銀              |
| 2017 | 65 | 屋比久勲 | Ⅱ:マーチ・シャイニング・ロード 木内涼           | 復興 保科洋                                               | 全国大会:銀              |
| 2018 | 66 | 平田健人 | Ⅳ:コンサート・マーチ「虹色の未来へ」 郷間幹男   | 歌劇「イーゴリ公」より ダッタン人の踊り A.ボロディン/淀彰 | 福岡県大会:銀            |
| 2019 | 67 | 高橋俊伎 | I:「あんたがたどこさ」の主題による幻想曲 林大地 | ルーマニア民俗舞曲 バルトーク・ベーラ                     | 福岡県大会:銀            |

## 常任指揮者
- 屋比久勲 [1]-前音楽監督(2014年〜2017年)
- 高橋俊伎 [2]-現音楽監督(2019年〜)/サキソフォン奏者

## 備考
全日本吹奏楽コンクールに指揮者として通算30回出場した屋比久勲（2015年当時、2017年時点で通算32回）を同大学教授として招き、2014年に創部した。
創部当時は3名だったが、2016年全国大会時は48名で出場した。
主な演奏機会としてコンクール、定期演奏会、吹奏楽祭（福岡県吹奏楽連盟主催）、学園祭などに出演しており、太宰府天満宮参道で毎月1回行われる小鳥居小路マーケットでアンサンブルのミニコンサートを行っている。